# Enock Otoo
Enock Kofi Otoo (født 28. juni 2004) er en ghanesisk fodboldspiller, der spiller som midtbanespiller for den estiske Meistriliiga- klub FCI Levadia Tallinn .

## Klubkarriere
Otoo kom til FC Nordsjælland fra Right to Dream Academy i sommeren 2022.  Trods gode præstationer på U19-holdet kæmpede Otoo med at komme på førsteholdet og var kun på bænken én gang i den danske Superliga, men uden at få sin debut.
Den 26. januar 2024 skiftede Otoo til den danske Superliga -klub Lyngby Boldklub, hvor han underskrev en kontrakt frem til juni 2027.  Den 18. januar 2024 debuterede Otoo for Lyngby i en ligakamp mod sin tidligere klub, FC Nordsjælland, hvor han var i startopstillingen. 
Efter blot 4 kampe for Lyngby i hans første halve år i klubben, og 0 minutter i de første seks kampe af 2024-25, gik det rygter i medierne om, at Otoo og Lyngby arbejdede på at finde en ny klub til førstnævnte.  I de første 10 kampe i sæsonen 2024-25 spillede Otoo kun i alt 15 minutter for Lyngby, som var i en pokalkamp mod BK Frem,   og blev desuden kun udtaget til tre Superliga- kampe, hvor han var ubrugt indskifter i alle tre. 

### Levadia
Den 6. januar 2025 blev det bekræftet, at Otoo overgik til den estiske Meistriliiga-klub FCI Levadia Tallinn . Det blev ikke rapporteret, hvor lang en kontrakt Otoo havde fået.  

## Eksterne links
- Enock Otoo profil på Soccerway

- Enock Otoo på WorldFootball.net